# مسرح كولون
مسرح كولون أو تياترو كولون (بالإسبانية: Teatro Colón) هو دار الأوبرا الرئيسيّة في بوينس أيرس، عاصمة الأرجنتين. يُعتبر هذا المسرح، الذي تم افتتاحه في عام 1908، من بين أفضل خمسة مسارح في العالم. كما تم تصنيفه ليحتل المركز الثالث كأفضل دار أوبرا في العالم وفقًا لمؤسسة ناشونال جيوغرافيك. يحوي مبنى دار الأوبرا هذا على ما يقرب من 2,500 مقعدًا، وقاعة تستوعب 1,000 شخص. ويُعتبر اليوم من المعالم المعماريّة لبوينس أيرس، ومن نقاط الجذب السياحي المهمّة فيها.

## تاريخ
لقد تم إنشاء المسرح لأول مرة في عام 1857 على يد عدد من المعماريين، منهم المعمار فرانشيسكو تامبوريني. إلا أن المسرح الحالي قد حل مكان التصميم القديم في عام 1908، حيث بُني على نمط مباني عصر النهضة ونمط العمارة التركيبية. كما تم الافتتاح على أنغام أوبرا عايدة للمؤلف الموسيقي جوزيبي فيردي. استقبل المسرح لعشرات السنين أهم الموسيقيين العالميين، كما تولّى الدفة في هذا المسرح الشهير فنانون كبار مثل ريتشارد شتراوس وايغور سترافينسكي ومانويل دي فايا وارتور توسكانيني وزوبين ميتا ودانيال بارنبويم وهربرت فون كرايان. إلا أنه تراجع بعد هذه الفترة من النجاح الدولي الضخم، مما أدى إلى وضع خطط ضخمة لتجديده، حيث تم إغلاق المسرح لترميمه ابتداءا من تشرين الأول/ أكتوبر 2006 حتى أيار/ مايو 2010. ولقد أُعيد افتتاحه في 24 أيار/ مايو 2010.

## صور

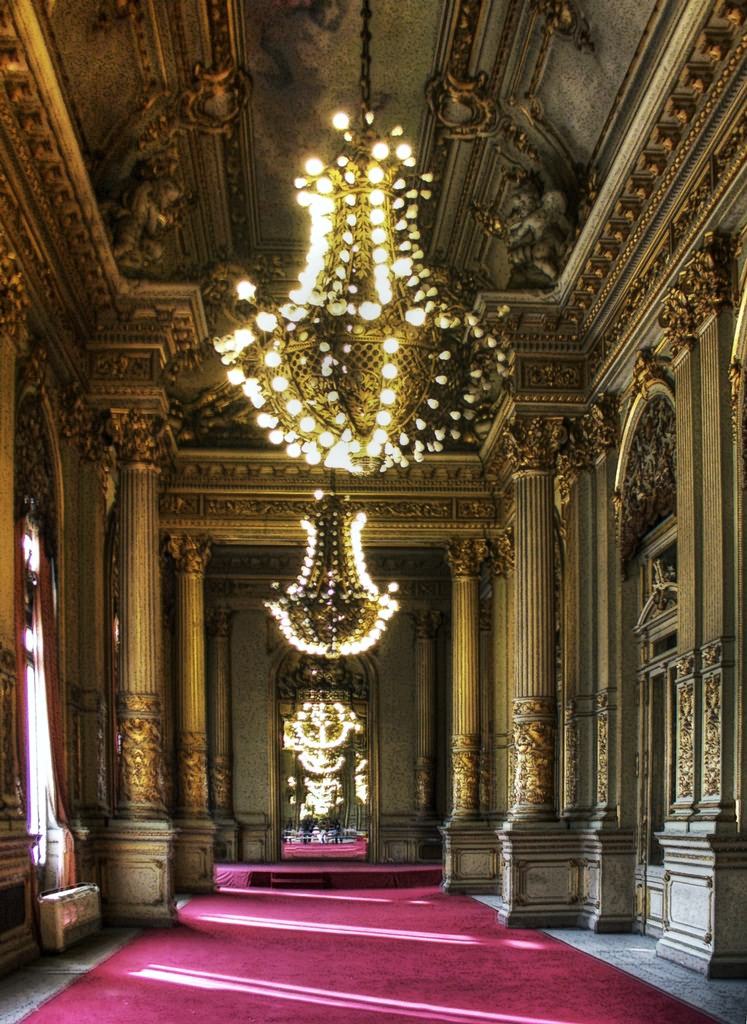
الغرفة الذهبية
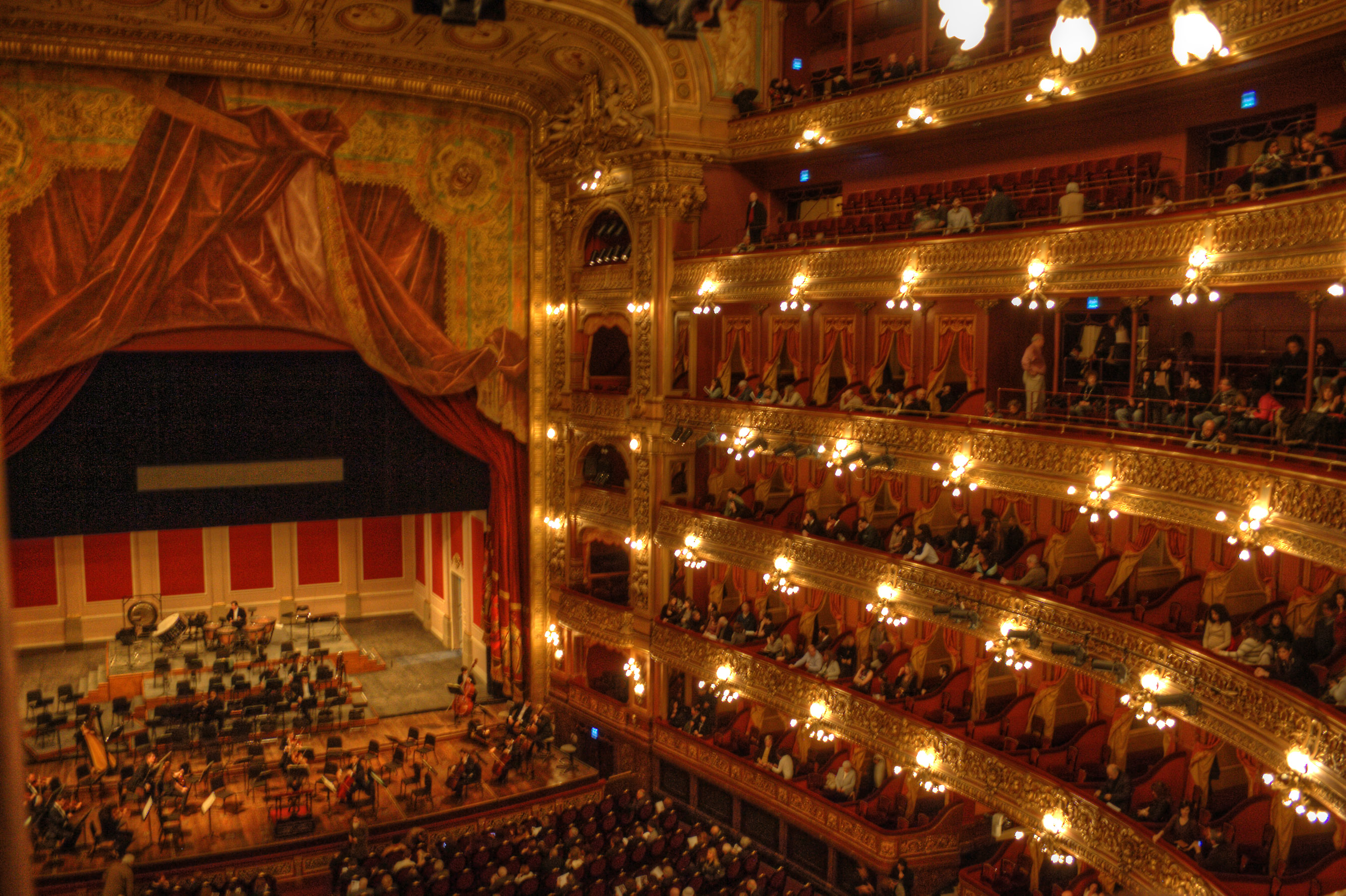
قاعة الاحتفالات ومنصة المسرح
أعمال جصية في السقف
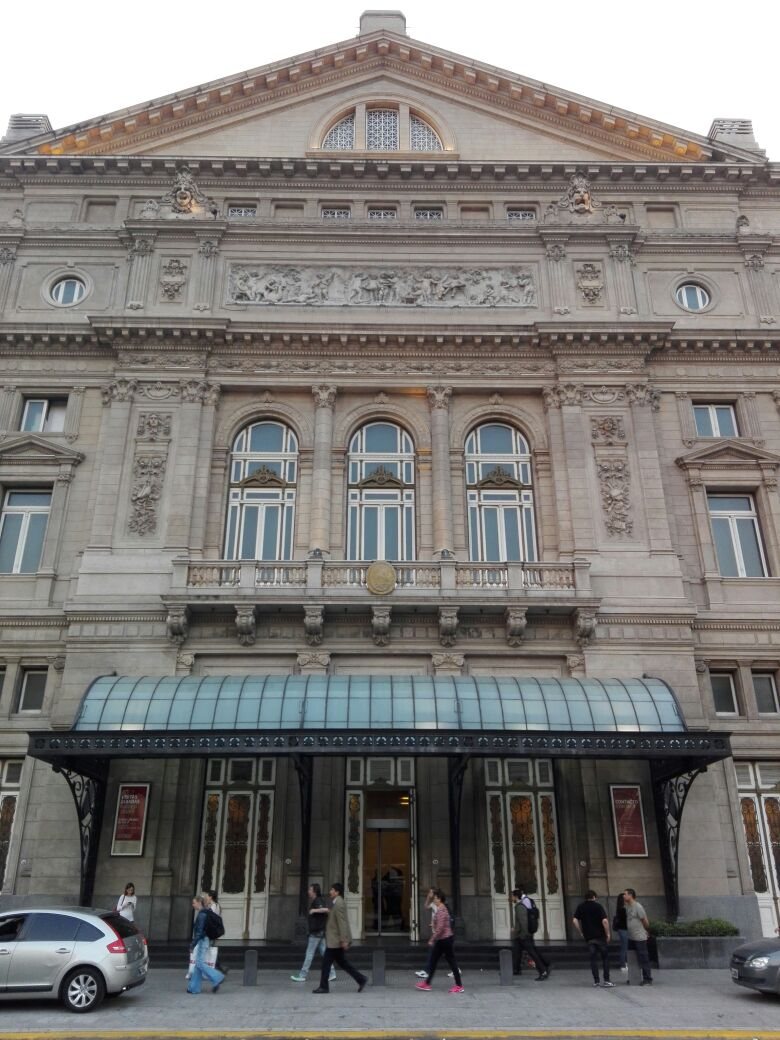
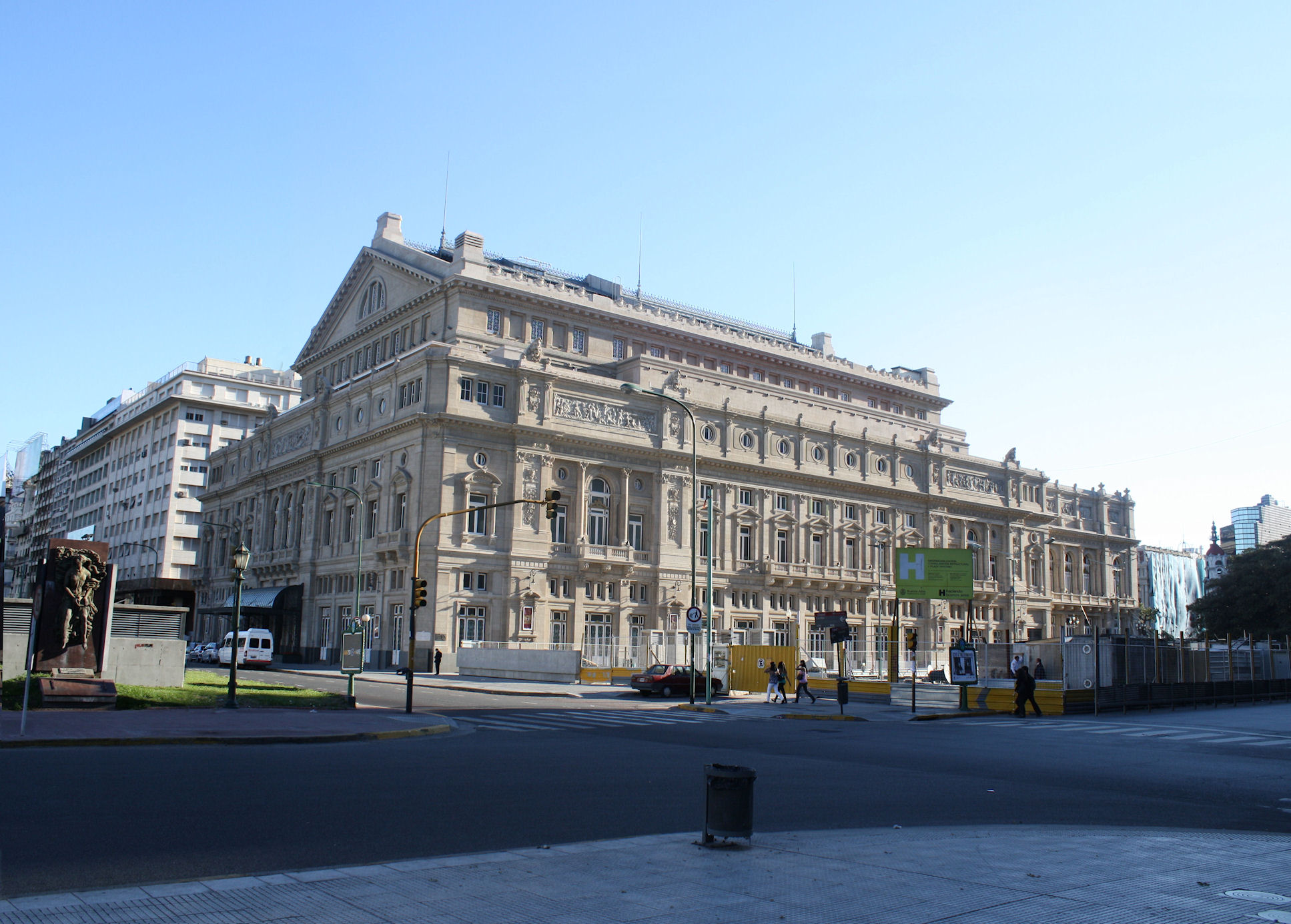
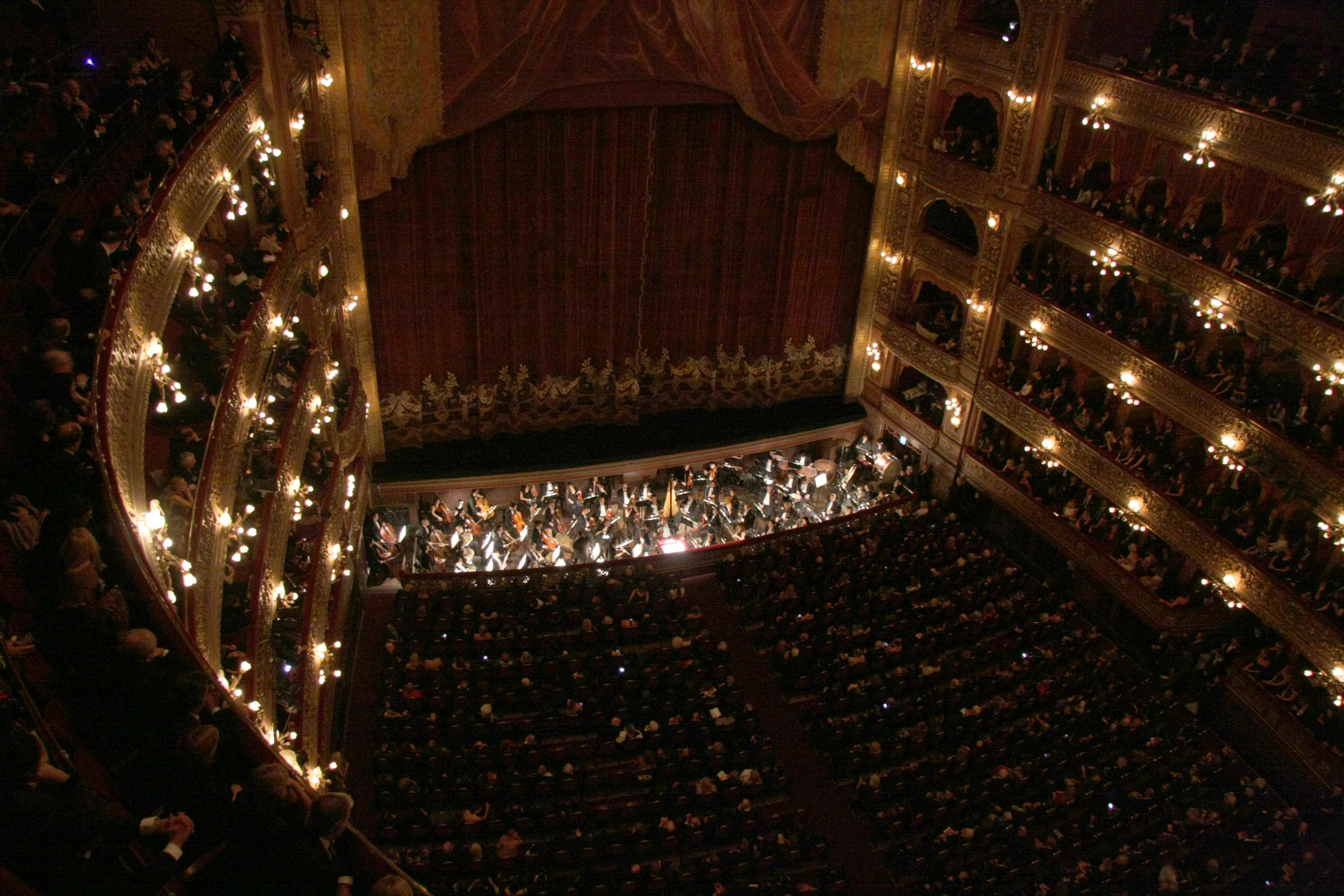

## وصلات خارجية
- الموقع الرسمي (بالإسبانية)
- تاريخ الأوبرا في بوينس أيرس (بالإسبانية)
- صور من داخل دار الأوبرا نسخة محفوظة 26 ديسمبر 1996 على موقع واي باك مشين. (بالإسبانية)
- جولة افتراضية بانورامية داخل المسرح عام 2004 (بالإنجليزية)
- التاريخ المعماري لمسرح كولون (بالإنجليزية)